# Katrina Gorry
Katrina-Lee Gorry (Brisbane, 13 de agosto de 1992) é uma futebolista profissional australiana que atua como meia.

## Carreira
Katrina Gorry fez parte do elenco da Seleção Australiana de Futebol Feminino, nas Olimpíadas de 2016. 